# Modellista
Toyota Modellista International Co. – japońskie przedsiębiorstwo branży motoryzacyjnej należące do koncernu Toyota Motor Corporation, zajmujące się produkcją samochodów sportowych oraz tuningiem optycznym i mechanicznym samochodów marki Toyota.
Przedsiębiorstwo zostało założone w 1997 roku, a jego siedziba mieści się w Tokio.